# CONCACAF Gold Cup 2021/Gruppe B
| Pl. | Land       | Sp. | S | U | N | Tore    | Diff. | Punkte |
| --- | ---------- | --- | - | - | - | ------- | ----- | ------ |
| 1.  | USA        | 3   | 3 | 0 | 0 | 008:100 | +7    | 09     |
| 2.  | Kanada     | 3   | 2 | 0 | 1 | 008:300 | +5    | 06     |
| 3.  | Haiti      | 3   | 1 | 0 | 2 | 003:600 | −3    | 03     |
| 4.  | Martinique | 3   | 0 | 0 | 3 | 003:120 | −9    | 0      |

Die Gruppe B des CONCACAF Gold Cups 2021 war eine der vier Gruppen des Turniers. Die ersten beiden Spiele wurden am 11. Juli 2021 ausgetragen, der letzte Spieltag fand am 18. Juli 2021 statt. Die Gruppe bestand aus den Nationalmannschaften aus den USA, Kanada, Martinique und Haiti.

## Kanada – Martinique 4:1 (3:1)
| Kanada                                                                                  | Kanada | Martinique | Martinique |
| --------------------------------------------------------------------------------------- | --- | --- | ---------- |
| Kanada                                                                                  | \| 1. Spieltag \| \| 11. Juli 2021 um 17:30 Uhr (12. Juli, 0:30 MESZ) in Kansas City (Children’s Mercy Park) \| \| Zuschauer: 12.664 \| \| Schiedsrichter: Iván Barton ( El Salvador) \| \| Spielbericht \| | \| 1. Spieltag \| \| 11. Juli 2021 um 17:30 Uhr (12. Juli, 0:30 MESZ) in Kansas City (Children’s Mercy Park) \| \| Zuschauer: 12.664 \| \| Schiedsrichter: Iván Barton ( El Salvador) \| \| Spielbericht \|                                                                                               | Martinique |
| Kanada                                                                                  | Maxime Crépeau – Alistair Johnston, Steven Vitória , Kamal Miller (77. Doneil Henry) – Richie Laryea, Jonathan Osorio, Mark-Anthony Kaye (63. Samuel Piette), Stephen Eustáquio (74. Liam Fraser), Tajon Buchanan – Junior Hoilett (62. Lucas Cavallini), Cyle Larin (74. Theo Corbeanu) Cheftrainer: John Herdman ( England) | Gilles Meslien – Romario Barthéléry (46. Samuel Camille), Jean-Sylvain Babin, Sébastien Crétinoir, Patrick Burner – Daniel Hérelle, Stéphane Abaul, Karl Vitulin (64. Christof Jougon) – Yann Thimon (64. Johnny Marajo), Emmanuel Rivière (82. Enrick Reuperné), Kévin Fortuné Cheftrainer: Mario Bocaly | Martinique |
| Kanada                                                                                  | 1:1 Larin (16.) 2:1 Osorio (20.) 3:1 Eustáquio (26.) 4:1 Corbeanu (89.) | 0:1 Rivière (10.) | Martinique |
| Kanada                                                                                  | Eustáquio (8.), Kaye (43.), Vitória (49.), Fraser (79.), Cavallini (84.), Johnston (90.+2') | Burner (6.), Hérelle (51.), Vitulin (53.) | Martinique |
| Kanada                                                                                  | Spieler des Spiels: Junior Hoilett (Kanada) | | Martinique |
| 1. Spieltag                                                                             | | |            |
| 11. Juli 2021 um 17:30 Uhr (12. Juli, 0:30 MESZ) in Kansas City (Children’s Mercy Park) | | |            |
| Zuschauer: 12.664                                                                       | | |            |
| Schiedsrichter: Iván Barton ( El Salvador)                                              | | |            |
| Spielbericht                                                                            | | |            |

## USA – Haiti 1:0 (1:0)
| USA                                                                                     | USA | Haiti | Haiti |
| --------------------------------------------------------------------------------------- | --- | --- | ----- |
| USA                                                                                     | \| 1. Spieltag \| \| 11. Juli 2021 um 20:00 Uhr (12. Juli, 3:00 MESZ) in Kansas City (Children’s Mercy Park) \| \| Zuschauer: 12.664 \| \| Schiedsrichter: Said Martínez ( Honduras) \| \| Spielbericht \| | \| 1. Spieltag \| \| 11. Juli 2021 um 20:00 Uhr (12. Juli, 3:00 MESZ) in Kansas City (Children’s Mercy Park) \| \| Zuschauer: 12.664 \| \| Schiedsrichter: Said Martínez ( Honduras) \| \| Spielbericht \|                                                                                          | Haiti |
| USA                                                                                     | Matt Turner – Shaquell Moore (76. Eryk Williamson), Walker Zimmerman, Miles Robinson, Sam Vines – Kellyn Acosta, Jackson Yueill (62. Gianluca Busio), Sebastian Lletget – Paul Arriola (14. Nicholas Gioacchini, 76. James Sands), Gyasi Zardes, Jonathan Lewis (62. Daryl Dike) Cheftrainer: Gregg Berhalter | Brian Sylvestre – Carlens Arcus, Ricardo Adé , Kevin Lafrance, Martin Experiénce (80. Alex Junior Christian) – Bryan Alceus, Leverton Pierre (90.+1' Dutherson Clerveaux) – Stéphane Lambèse, Derrick Etienne, Duckens Nazon (80. Ronaldo Damus) – Carnejy Antoine Cheftrainer: Jean-Jacques Pierre | Haiti |
| USA                                                                                     | 1:0 Vines (8.) | | Haiti |
| USA                                                                                     | Acosta (72.), Zardes (75.) | Experiénce (47.), | Haiti |
| USA                                                                                     | Spieler des Spiels: Walker Zimmerman (USA) | | Haiti |
| 1. Spieltag                                                                             | | |       |
| 11. Juli 2021 um 20:00 Uhr (12. Juli, 3:00 MESZ) in Kansas City (Children’s Mercy Park) | | |       |
| Zuschauer: 12.664                                                                       | | |       |
| Schiedsrichter: Said Martínez ( Honduras)                                               | | |       |
| Spielbericht                                                                            | | |       |

## Haiti – Kanada 1:4 (0:1)
| Haiti                                                                                   | Haiti | Kanada | Kanada |
| --------------------------------------------------------------------------------------- | --- | --- | ------ |
| Haiti                                                                                   | \| 2. Spieltag \| \| 15. Juli 2021 um 18:30 Uhr (16. Juli, 1:30 MESZ) in Kansas City (Children’s Mercy Park) \| \| Zuschauer: 7.511 \| \| Schiedsrichter: Juan Gabriel Calderón ( Costa Rica) \| \| Spielbericht \|                                                                | \| 2. Spieltag \| \| 15. Juli 2021 um 18:30 Uhr (16. Juli, 1:30 MESZ) in Kansas City (Children’s Mercy Park) \| \| Zuschauer: 7.511 \| \| Schiedsrichter: Juan Gabriel Calderón ( Costa Rica) \| \| Spielbericht \| | Kanada |
| Haiti                                                                                   | Brian Sylvestre – Carlens Arcus, Ricardo Adé , François Dulysse, Alex Junior Christian – Leverton Pierre, Dutherson Clerveaux (89. Bicou Bissainthe) – Stéphane Lambèse, Derrick Etienne, Martin Experiénce (52. Ronaldo Damus) – Carnejy Antoine Cheftrainer: Jean-Jacques Pierre | Maxime Crépeau – Doneil Henry, Steven Vitória , Kamal Miller – Alistair Johnston (63. Richie Laryea), Jonathan Osorio (63. Samuel Piette), Stephen Eustáquio, Mark-Anthony Kaye, Tajon Buchanan (77. Tyler Pasher) – Lucas Cavallini (63. Junior Hoilett), Cyle Larin (77. Ayo Akinola) Cheftrainer: John Herdman ( England) | Kanada |
| Haiti                                                                                   | 1:2 Lambèse (56.) | 0:1 Eustáquio (5.) 0:2 Larin (51.) 1:3 Larin (74., Foulelfmeter) 1:4 Hoilett (79., Foulelfmeter) | Kanada |
| Haiti                                                                                   | Pierre (47.) | Eustáquio (82.) | Kanada |
| Haiti                                                                                   | Dulysse (78.) | | Kanada |
| Haiti                                                                                   | Spieler des Spiels: Cyle Larin (Kanada) | | Kanada |
| 2. Spieltag                                                                             | | |        |
| 15. Juli 2021 um 18:30 Uhr (16. Juli, 1:30 MESZ) in Kansas City (Children’s Mercy Park) | | |        |
| Zuschauer: 7.511                                                                        | | |        |
| Schiedsrichter: Juan Gabriel Calderón ( Costa Rica)                                     | | |        |
| Spielbericht                                                                            | | |        |

## Martinique – USA 1:6 (0:2)
| Martinique                                                                              | Martinique | USA | USA |
| --------------------------------------------------------------------------------------- | --- | --- | --- |
| Martinique                                                                              | \| 2. Spieltag \| \| 15. Juli 2021 um 21:00 Uhr (16. Juli, 4:00 MESZ) in Kansas City (Children’s Mercy Park) \| \| Zuschauer: 7.511 \| \| Schiedsrichter: Mario Escobar ( Guatemala) \| \| Spielbericht \| | \| 2. Spieltag \| \| 15. Juli 2021 um 21:00 Uhr (16. Juli, 4:00 MESZ) in Kansas City (Children’s Mercy Park) \| \| Zuschauer: 7.511 \| \| Schiedsrichter: Mario Escobar ( Guatemala) \| \| Spielbericht \| | USA |
| Martinique                                                                              | Gilles Meslien – Patrick Burner, Jean-Sylvain Babin (57. Christof Jougon), Sébastien Crétinoir – Gérald Dondon, Stéphane Abaul, Daniel Hérelle (76. Norman Grelet), Samuel Camille – Johnny Marajo (76. Karl Vitulin), Emmanuel Rivière (69. Yann Thimon), Kévin Fortuné (69. Enrick Reuperné) Cheftrainer: Mario Bocaly | Matt Turner – Walker Zimmerman (79. Donovan Pines), James Sands, Miles Robinson – Shaquell Moore (58. Kellyn Acosta), Gianluca Busio, Eryk Williamson (79. Jackson Yueill), George Bello – Daryl Dike (68. Gyasi Zardes), Cristian Roldan, Matthew Hoppe (58. Nicholas Gioacchini) Cheftrainer: Gregg Berhalter | USA |
| Martinique                                                                              | 1:4 Rivière (64., Foulelfmeter) | 0:1 Dike (14.) 0:2 Camille (23., Eigentor) 0:3 Robinson (50.) 0:4 Dike (59.) 1:5 Zardes (70.) 1:6 Gioacchini (90.) | USA |
| Martinique                                                                              | Spieler des Spiels: Daryl Dike (USA) | | USA |
| 2. Spieltag                                                                             | | |     |
| 15. Juli 2021 um 21:00 Uhr (16. Juli, 4:00 MESZ) in Kansas City (Children’s Mercy Park) | | |     |
| Zuschauer: 7.511                                                                        | | |     |
| Schiedsrichter: Mario Escobar ( Guatemala)                                              | | |     |
| Spielbericht                                                                            | | |     |

## Martinique – Haiti 1:2 (0:1)
| Martinique                                                         | Martinique | Haiti | Haiti |
| ------------------------------------------------------------------ | --- | --- | ----- |
| Martinique                                                         | \| 3. Spieltag \| \| 18. Juli 2021 um 16:00 Uhr (23:00 MESZ) in Frisco (Toyota Stadium) \| \| Schiedsrichter: Ismael Cornejo ( El Salvador) \| \| Spielbericht \| | \| 3. Spieltag \| \| 18. Juli 2021 um 16:00 Uhr (23:00 MESZ) in Frisco (Toyota Stadium) \| \| Schiedsrichter: Ismael Cornejo ( El Salvador) \| \| Spielbericht \|                                                                  | Haiti |
| Martinique                                                         | Arnaud Hugues des Etages – Karl Vitulin, Gérald Dondon (55. Jean-Sylvain Babin), Sébastien Crétinoir , Samuel Camille (46. Patrick Burner) – Stéphane Abaul, Christof Jougon, Daniel Hérelle – Johnny Marajo (55. Enrick Reuperné), Emmanuel Rivière (16. Kévin Fortuné), Yann Thimon (55. Norman Grelet) Cheftrainer: Mario Bocaly | Brian Sylvestre – Stéphane Lambèse, Carlens Arcus, Ricardo Adé , Alex Junior Christian – Dutherson Clerveaux, Bicou Bissainthe, Leverton Pierre – Carnejy Antoine, Ronaldo Damus, Derrick Etienne Cheftrainer: Jean-Jacques Pierre | Haiti |
| Martinique                                                         | 1:1 Fortuné (53.) | 0:1 Antoine (3.) 1:2 Adé (61.) | Haiti |
| Martinique                                                         | Thimon (19.), Babin (72.), Grelet (90.+1') | | Haiti |
| Martinique                                                         | Crétinoir (59.), Burner (78.) | | Haiti |
| Martinique                                                         | Spieler des Spiels: Ricardo Adé (Haiti) | | Haiti |
| 3. Spieltag                                                        | | |       |
| 18. Juli 2021 um 16:00 Uhr (23:00 MESZ) in Frisco (Toyota Stadium) | | |       |
| Schiedsrichter: Ismael Cornejo ( El Salvador)                      | | |       |
| Spielbericht                                                       | | |       |

## USA – Kanada 1:0 (1:0)
| USA                                                                            | USA | Kanada | Kanada |
| ------------------------------------------------------------------------------ | --- | --- | ------ |
| USA                                                                            | \| 3. Spieltag \| \| 18. Juli 2021 um 16:00 Uhr (23:00 MESZ) in Kansas City (Children’s Mercy Park) \| \| Schiedsrichter: Adonai Escobedo ( Mexiko) \| \| Spielbericht \| | \| 3. Spieltag \| \| 18. Juli 2021 um 16:00 Uhr (23:00 MESZ) in Kansas City (Children’s Mercy Park) \| \| Schiedsrichter: Adonai Escobedo ( Mexiko) \| \| Spielbericht \| | Kanada |
| USA                                                                            | Matt Turner – Shaquell Moore (58. Reggie Cannon), Walker Zimmerman (15. Donovan Pines), James Sands, Miles Robinson, Sam Vines – Kellyn Acosta (74. Cristian Roldan), Gianluca Busio (74. Jackson Yueill), Sebastian Lletget – Gyasi Zardes (75. Matthew Hoppe), Daryl Dike Cheftrainer: Gregg Berhalter | Maxime Crépeau – Alistair Johnston, Steven Vitória , Kamal Miller – Richie Laryea, Liam Fraser, Samuel Piette (73. Mark-Anthony Kaye), Tajon Buchanan – Ayo Akinola (24. Jonathan Osorio), Junior Hoilett (74. Tyler Pasher), Cyle Larin (53. Lucas Cavallini) Cheftrainer: John Herdman ( England) | Kanada |
| USA                                                                            | 1:0 Moore (1.) | | Kanada |
| USA                                                                            | Spieler des Spiels: Shaquell Moore (USA) | | Kanada |
| 3. Spieltag                                                                    | | |        |
| 18. Juli 2021 um 16:00 Uhr (23:00 MESZ) in Kansas City (Children’s Mercy Park) | | |        |
| Schiedsrichter: Adonai Escobedo ( Mexiko)                                      | | |        |
| Spielbericht                                                                   | | |        |